# Daniel Hagemeier

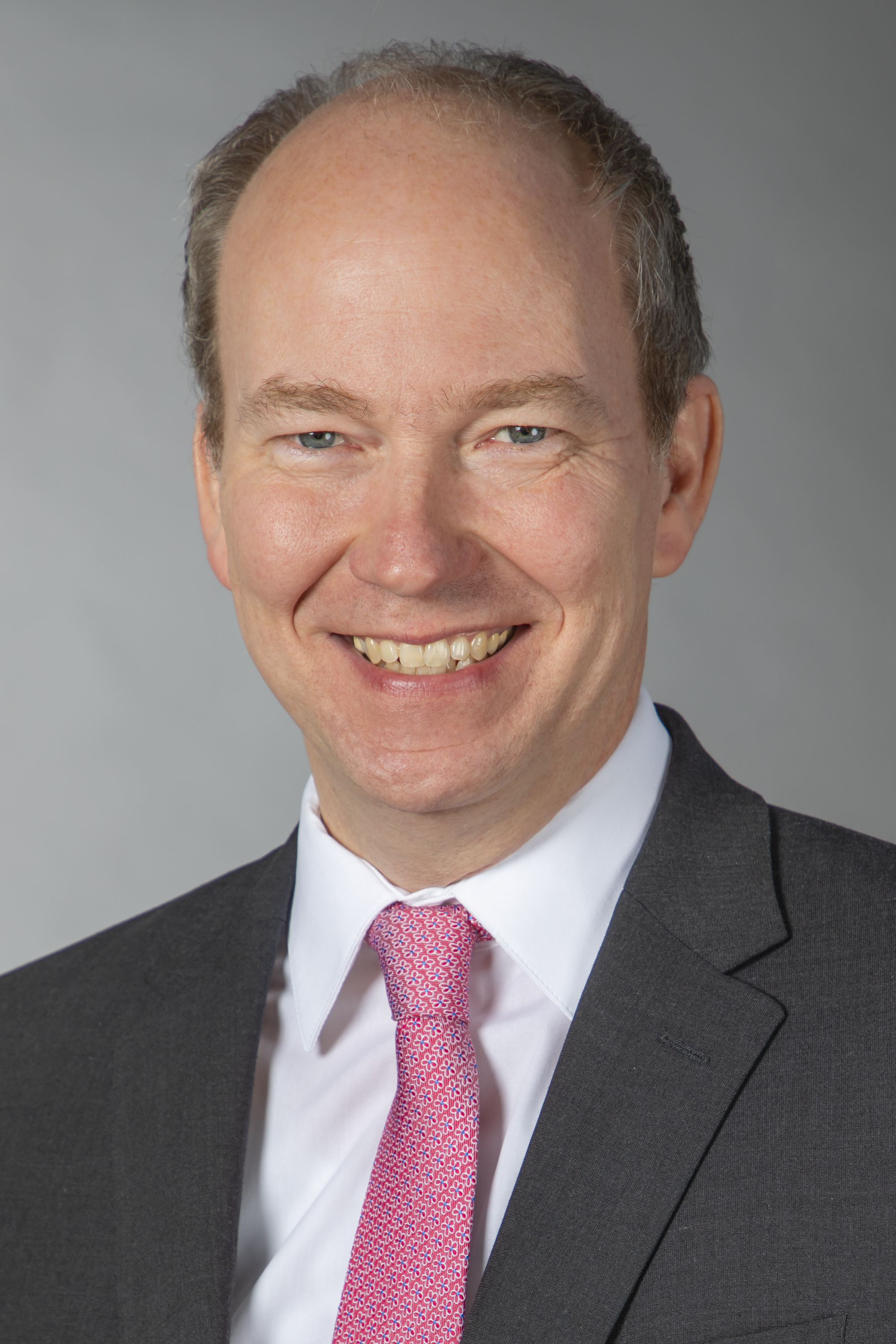
Daniel Hagemeier (2019)

Daniel Hagemeier (* 3. November 1970 in Rheda-Wiedenbrück) ist ein deutscher Politiker (CDU). Er ist seit 2017 Abgeordneter im Landtag von Nordrhein-Westfalen.

## Leben
Nach der Mittleren Reife 1989 absolvierte Hagemeier eine Ausbildung zum Sozialversicherungsfachangestellten, die er 1992 abschloss. Im Anschluss war als Angestellter bei der AOK tätig. 1997 schloss er eine berufsbegleitende Fortbildung mit der Prüfung als AOK-Betriebswirt ab. Neben seiner hauptberuflichen Tätigkeit wirkte er von 2008 bis 2014 als Dozent am Bildungszentrum der AOK Nordwest.
Daniel Hagemeier ist verheiratet und hat zwei Kinder.

## Politik
Hagemeier trat 1989 in die Junge Union ein und wurde 1992 Mitglied der CDU. Seit 2017 ist er stellvertretender Vorsitzender des CDU-Kreisverbandes Warendorf-Beckum. Er gehört dem Rat der Stadt Oelde seit 1994 an und war dort von 2009 bis 2013 stellvertretender Vorsitzender und von 2013 bis 2014 Vorsitzender der CDU-Fraktion. Nach den Kommunalwahlen 2014 war er bis Oktober 2020 Erster stellvertretender Bürgermeister der Stadt.
Bei der Landtagswahl 2017 wurde Hagemeier als Abgeordneter in den Landtag von Nordrhein-Westfalen gewählt. Er gewann das Direktmandat im Wahlkreis 86 (Warendorf I) mit 48,1 % der Erststimmen. In der 17. Wahlperiode war er Mitglied des Ausschusses für Arbeit, Gesundheit und Soziales, des Hauptausschusses und des Ausschusses für Haushaltskontrolle sowie Sprecher der CDU-Landtagsfraktion für den Hauptausschuss. Bei der Landtagswahl 2022 verteidigte er das Direktmandat im Wahlkreis Warendorf I mit 46,9 % der Erststimmen und zog erneut in den Landtag ein.